# Jáde császár

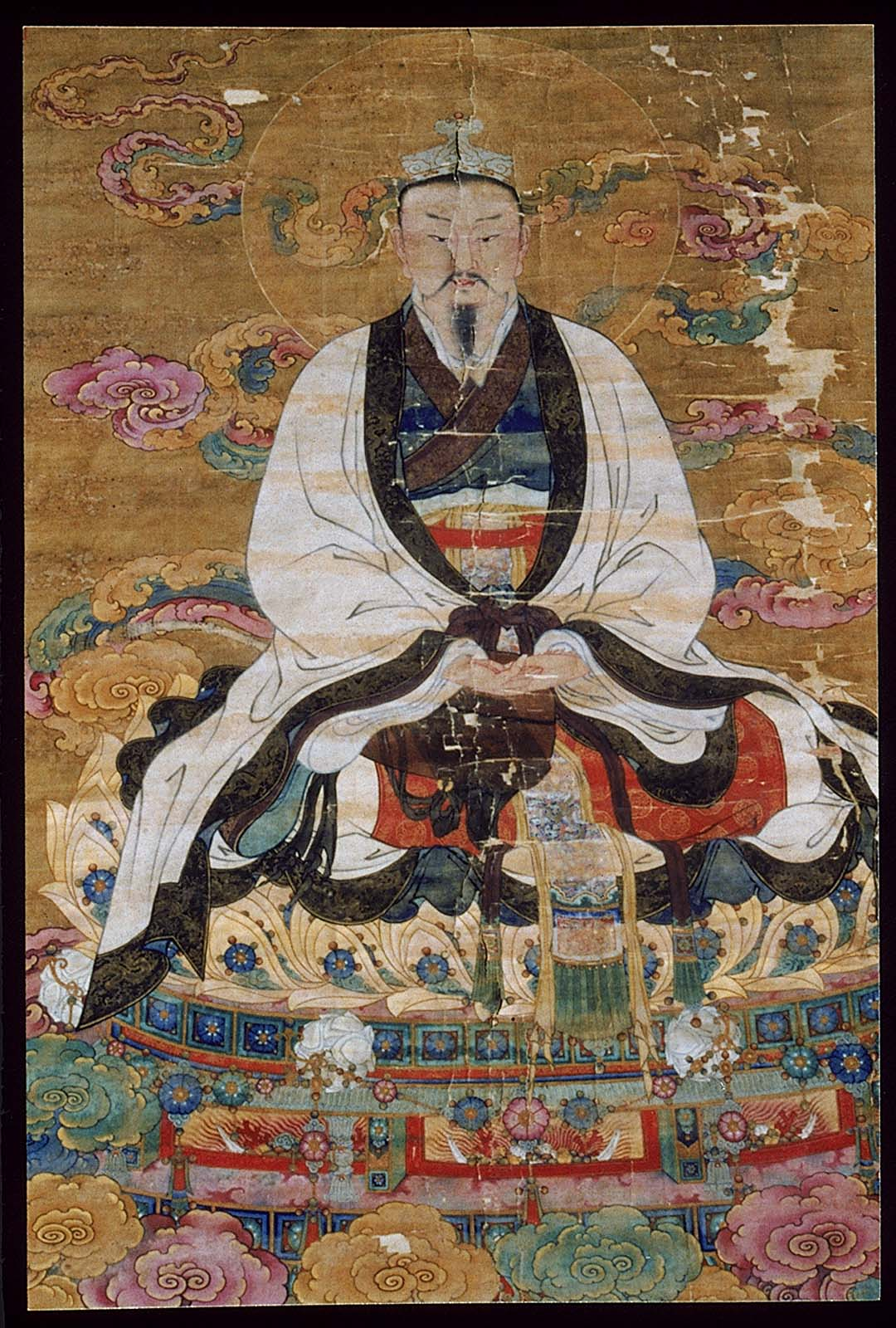
Jáde császár. Selyemre tintával és színes festékkel készült kép. A Ming-dinasztiából származik (16. század)

Jáde császárra (kínai: 玉皇; pinyin: Yù Huáng 玉帝, vagy Yù Dì) a kínai kultúrában, a hagyományos vallásokban és a mítoszokban az egyik első istenként hivatkoznak (太帝 tài dì). A taoista teológiában ő Yuanshi Tianzun, egy, a Három Tiszta Isten közül, a Megszentelt Kincs Mennyei Urának aktív, azaz tevékeny megjelenése a taoban. A Kaodaizmusban Cao Đài („legnagyobb erő”) is ő, Ngọc Hoàng Thượng đế néven. A Buddhista kozmológiában Śakraként azonosítják. Koreai mitológiában Hwaninként ismert.
A Jáde császárt sok névvel illették: Mennyei Nagyatya (天公, Tiān Gōng) - amely cím eredetileg „Mennyei Herceget” jelentett - a Jáde uralkodó; a Legnagyobb uralkodó; a Jáde nagy uralkodója (玉皇上帝, Yu Huang Shangdi vagy 玉皇大帝, Yu Huang Dadi).

## Kínai mitológia
Számtalan történet és mítosz kering a kínai mitológiában Jáde császárról. Talán éppen ezért, soha nem fog kiderülni nevének valódi eredete. Több változat is ismert azzal kapcsolatban, honnan származik a jáde elnevezés. Az egyik a Változások könyvéből vett idézetre épít "...a menny uralkodik és az...jáde". Goullart szerint azonban a Shang Ti úgy fordítható, mint a "Leghatalmasabb császár a Mennyei Királyságban, aki a Nyugati Menny Jáde csarnokában él". Ez már sokkal hihetőbb magyarázat, ugyanis Shang Ti a legnagyobb vezető, aki a Jáde csarnokban él.
A buddhisták időről időre meggyanúsították a taoistákat, hogy az ő panteonjukból lopták el Jáde császárt, aki igazából a buddhista Indra. Mindezt azért tették, hogy ellensúlyozzák a buddhizmus erejét.
Mások szerint Jáde császárt csak az egyik kínai uralkodó, Szung Csen-cung kínai császár találta ki 1012-ben, hogy segítségével fent tudja tartani addigi hatalmát és a rendet az országában. Egy népszerűbb teória szerint erre azért volt szüksége, hogy elterelje a miniszterei figyelmét egy szerencsétlen megállapodásról, melybe korábban belekényszerítette néhány barbár törzs. Az uralkodó nagy pompa közepette bejelentette, hogy álmában meglátogatta egy halhatatlan, aki levelet hozott Jáde császártól. A levélben az állt, hogy ő maga személyesen küldi el az uralkodó egyik felmenőjét. Később Szung Csen-cung császár azt állította, hogy az előtte megjelenő ragyogó istenség nem más volt, mint maga Jáde császár, a Menny és Föld Ura, a tao megtestesülése. Ezek után elrendelte, hogy felmenőjének, azaz Jáde császárnak, fel kell építeni egy szentélyt. 1013-ra ez el is készült, és a Jáde palota nevet kapta. Ettől kezdve az egész udvar e szent helyen imádta az isteni császárt. 100 évvel később a Szung uralkodó Szung Huj-cung kínai császár parancsba adta egy még fényűzőbb templom felépítését, valamint egy kép készítését, amin birodalmi köpenyben ábrázolják Jáde császárt.

### Eredet
Eredetileg úgy tartották, hogy Jáde császár A Színtiszta Boldogság és a Fenséges Mennyei Fények és Díszek(Pure Felicity and Majestic Heavenly Lights and Ornaments) királyságának a koronahercege volt. Születésekor csodás fény áradt belőle, ami betöltötte az egész birodalmat. Fiatalon kedves, intelligens és bölcs volt. A teljes gyermekkorát arra áldozta, hogy segítsen a rászorulókon, legyen az szegény és szenvedő, száműzött és magányos vagy éhező és nyomorék. Minden emberhez és lényhez tisztelettel és jóindulattal fordult. Miután édesapja elhunyt, ő lépett a trónra. A királyságban mindenki számára biztosította a békét és a nyugodt életet. Miután mindezt végrehajtotta, minisztereivel közölte, hogy ki szeretné művelni a taot a Fényes és Jószagú Hegyszirten.
1750 eonnal később, ami egyenként 129 600 évig tartott, elérte az Arany Halhatatlanságot. További 100 millió év művelődés után végre Jáde császárrá vált. Összesen 226 800 000 évébe telt, hogy elsajátítsa a tudást, ami mindezt lehetővé tette számára.

### A Gonosz elűzése
Létezik egy mítosz, melyben Jáde császár, megmutatva igazi hatalmát, a Menny minden istenének uralkodójává vált.
Az idők kezdetén nem volt egyszerű dolog a Földön élni, sokkal szörnyűbb, mint napjainkban. Az embereknek számos szörnnyel és bestiával kellett megküzdenie nap mint nap, és nem létezett elég isten, hogy megvédje mindannyiukat. Ennek következtében rengeteg erős démon szállt szembe a Menny Halhatatlanjaival. Jáde császár egy hétköznapi halhatatlan volt, aki járta a Földet és mindenkinek segített, akinek csak tudott. Egy napon azonban elszomorodott, mert erejével csak az emberek szenvedését csillapíthatta. Visszavonult egy hegy barlangjába, hogy tovább művelhesse a taot. 3200 próbát állt ki, mindegyik egyenként 3 millió évig tartott.
A Földön ez alatt az idő alatt egy hatalmas erővel bíró gonosz lény meg akarta hódítani a Mennyben a halhatatlanokat és az isteneket, valamint korlátlan hatalmat szerezni az egész világmindenség felett. A célja eléréséhez ő is visszavonult, hogy meditálhasson és tovább növelhesse erejét, bár ezt később tette meg, mint Jáde császár. 3000 próbát teljesített, mind 3 millió évig tartott. Miután az utolsóval is végzett, biztosnak érezte, hogy senki nem tudja többé legyőzni őt. Visszatérve a világba összegyűjtött egy démon sereget, hogy végre leigázza a Mennyet.
A halhatatlanok tisztában voltak a fenyegetéssel, ezért összegyűltek és felkészültek a háborúra. Ám minden hiába volt, képtelenek voltak megállítani a gonosz démont, aki legyőzte őket.
Jáde császár a háború ideje alatt befejezte a meditálást. Visszatérve, a Földet élhetővé tette az emberek számára azzal, hogy megállította a szörnyek és démonok hadát. Eközben észrevette, hogy gonosz fény sugárzik a Mennyből, és tudta, hogy valami nincs rendben. Felemelkedve látta, hogy a többi isten képtelen legyőzni a gonoszt, ezért kihívta, s megküzdött vele a világ sorsáért. Rázkódtak a hegyek, a folyók és a tengerek elhagyták medrüket. Hosszabb és mélyebb elmélkedésének köszönhetően ő nagyobb bölcsességre tett szert, mint a Gonosz. A legenda szerint a jóindulata erejével és nem meglévő hatalmával nyerte meg a csatát. Miután a Gonosz legyőzetett, a többi isten és halhatatlan szétverte a seregét.
Jáde császárt nemessége és jószívűsége miatt az istenek, a halhatatlanok és az emberek közös akarattal a mindenség korlátlan urának választották.

### A világ teremtése
A világ a wujival (無極, semmi) kezdődött a Kínai mitológia elmondása szerint. Jáde császár volt az istenek panteonjának vezetője, de a világ teremtéséért nem ő felelt.
Egy másik legendában, ő maga formálta az első embereket agyagból melyeket kint hagyta a napon száradni. Némelyik figurát az eső eltorzított, ezáltal megszülettek a betegségek és a testi rendellenességek. A leggyakoribb alternatíva a mitológia szerint pedig az, hogy minden emberi lény egyszer az ős ember, Pan-ku testén élő bolhákból születtek.
Létezik olyan mítosz, mely szerint Nü-va a saját kezével alkotta meg az embert a Sárga-folyó sarából és kint hagyta a napon száradni. Az íly módon létrehozott figurákból lettek a gazdagok és tehetősek. Miután beleunt a formálgatásba, beletette a sálját a sárba, megpörgette a feje fölött, s a lecsöppenő sárdarabokból születtek a szegényebb emberek.

### Nyugati utazás
Wu Cheng’en népszerű regényében, Jáde császár is többször megjelenik.

### A tehénpásztor és szövőlány
A tehénpásztor és a szövőlány meséje Ázsia szerte híres történet, aminek sok változata ismert.
A legenda egyik főszereplőjére egyszer úgy hivatkoznak, mint Jáde császár lányára,Zhinüre (Egyszerűsített kínai: 织女; hagyományos kínai: 織女; pinyin: zhī nǚ vagy Chih'nü, szó szerint: szövőlány), akit gyakran úgy ábrázolnak, mint a Mennyben színes felhőket szövő nőt. Másszor ő a szövés istennője, Jáde császár és Mennyei Anyakirálynő lánya, aki az Ezüst-folyót (nyugati kultúrákban Tejútként ismert) szövi, ami megvilágítja a Mennyet és a Földet. Megint más változatokban csupán egy varrónő, aki Jáde császárnak dolgozik.
Zhinü minden nap leszállt a Földre egy mágikus köpennyel, hogy megfürödhessen. Egy napon egy magányos tehénpásztor, Niu Langnak (kínai: 牛郎; pinyin: niú láng), észrevette egy friss forrás vizében mosakodó Zhinüt. Rögtön szerelmes lett belé. A lány parton hagyott varázsköpenyét ellopta, megakadályozva, hogy visszatérhessen a Mennybe. Amikor Zhinü kijött a vízből, Niu Lang elkapta és elvitte az otthonába.
Amikor Jáde császár tudomására jutott az eset, éktelen haragra gerjedt, de képtelen volt közbeavatkozni, mivel a lánya beleszeretett és hozzáment a tehenészhez. Teltek-múltak az évek, Zhinünek honvágya lett, hiányzott neki az apja. Egy napon megtalálta varázsköpenyét, amit férje elrejtett előle. Elhatározta, hogy elmegy a Mennybe atyájához, de amint odaért, Jáde császár megidézett egy folyót, ami keresztülfolyt az égen (Tejútrendszer), meggátolva Zhinüt, hogy visszatérhessen férjéhez. Később a császár megsajnálta a két szerelmest, ezért minden év hetedik hónapjának hetedik napján a holdnaptár szerint megengedte nekik, hogy egy hídon találkozzanak a folyó felett.
A történet egy csillagképre utal az éjszakai égen. Zhinü a Vega csillag, a Lant csillagképben, a Tejúttól keletre, Niu lang pedig az Altair csillag, a Sas csillagképben, a Tejútrendszertől nyugatra. A holdnaptár szerinti 7. hónapban (augusztus körül) negyedhold idején (7. nap) a fényviszonyok megváltozása miatt a Tejútrendszer sötétebbnek tűnik, valószínűleg ez ihlette a történetet, amiben ugyan a két szerelmes egész évben távol van egymástól, de ezen az egy napon újra egyesülhetnek az örök szerelem kötelékében. Az őszinte szeretet és a hűség szimbolikája jelenik meg ebben a mesében.
Nem véletlen tehát, hogy a holdnaptár szerinti 7. hónap 7. napja kínai ünneppé vált, Qixi-fesztiválként, ami a fiatal szerelmesek napja, és nagyban hasonlít a nyugati típusú Valentin napra. Japánban Tanabata (csillagnap), Koreában Chilseok, Vietnámban pedig Thất Tịch néven létezik ez az ünnep. A kínai hagyományban, ha ezen a napon süt a nap, akkor kettejük boldogságától ragyog az ég, ha pedig esik az eső, Zhinü örömében hullajtja a könnyeit, amiért ismét találkozhatott a férjével.

### Az állatövi jegyek
Számtalan történet él arról, hogy a kínai 12 állatövi jegy hogyan lett kiválasztva. Az egyikben Jáde császárnak, annak ellenére, hogy igazságosan és bölcsen uralta az Eget és a Földet éveken át, nem jutott ideje arra, hogy személyesen is ellátogasson a Földre. Egyre kíváncsibbá vált az ott élő lényekre. Meghívta vendégségbe az összes állatot a Mennybe. A macska, aki a legszebb volt minden állat közül, megkérte a barátját, a patkányt, hogy idejében ébressze fel azon a reggelen, amikor indulnak, hogy ne maradjon le a jeles találkozóról ő sem. A patkány azonban aggódott, hogy rondának fog tűnni a macska mellett, így nem keltette fel. Ennek következményeként a macska lemaradt a találkozóról Jáde császárral, és a disznóval lett helyettesítve. A császár nagyon elégedett volt a 12 megjelent állattal, ezért felosztotta az éveket közöttük, s mindegyiknek adott egyet. Amikor a macska megtudta, hogy mit tett a patkány, szőrnyű haragra gerjedt és a történet szerint ez az oka annak, hogy a macska és a patkány mai napig ellenségei egymásnak.
Bár meg kell említeni, hogy a macska mindezek ellenére a vietnámi zodiákusban jelen van, mégpedig a nyúl helyett.

### A Jáde Nyúl legendája
A Jáde Nyúl nem egy hétköznapi állat. Ennek a mitikus és elbűvölő lénynek a Hold az otthona. Ha éppen nem azon dolgozik, hogy a halhatatlanság elixírjét készítse, akkor a gyönyörű istennő, Chang’e társaságában van a Hold Templomban.
Kelet-Ázsiában a Jáde Nyúl egy széles körben elterjedt népi szimbólum, és számos történetet társítanak hozzá. Így szól az egyik ősi, kínai, buddhista legenda.
Jáde császár egy napon szegény, éhező öregemberré változott. Élelemért könyörgött a majomhoz, a vidrához, a sakálhoz és a nyúlhoz. A majom gyümölcsöket szedett össze a fákról, a vidra halakat fogott a folyóból, a sakál lopott egy gyíkot és egy kis tál aludttejet. A nyúl azonban csak füvet tudott gyűjteni. Tudta jól, hogy embernek nem ajánlhatja fel étel gyanánt, így úgy döntött, saját testét áldozza fel a tűzön, amit a szegény ember rakott, hogy ne haljon éhen. A tűz égett alatta, de ő maga nem sérült meg. A hatalmas Jáde császár felfedte kilétét, mert nagyon mélyen megérintette a nyúl önfeláldozó magatartása. Felküldte hát a Holdra, hogy a halhatatlan Jáde Nyúllá változzon.
Azt mondják, ha felnézel a Holdra, kirajzolódik, ahogy a Jáde Nyúl mozsarában őröl. Több mint egy puha, aranyos házikedvenc. A Jáde Nyúl az önzetlenség, a jámborság és az önfeláldozás jelképe. Talán éppen ezért él a Holdon, hogy mi emberek bárhol vagyunk a világon, ha felnézünk a Holdra, mindig jussunk eszünkbe az erkölcsösség, becsületesség és önfeláldozás.

### A négy sárkány
Ugyan nagyon ritka eset, de előfordul, hogy Jáde császár negatív alakként jelenik meg. A négy sárkánykirály története egy ilyenre példa.
Jáde császár egyszer parancsba adta a négy sárkánynak, a Sárga sárkánynak (aki Sárga-folyót szimbolizálja), a Hosszú sárkánynak (Jangce), a Fekete sárkánynak (Amur-folyó) és a Gyöngy sárkánynak (Gyöngy-folyó), hogy ne teremtsenek esőt, mivel az az ő saját hatalma a termés megmentésére, az emberek ezért áldoznak és mondanak imádságokat neki. Hozzátette, hamarosan meg is adja a népnek, amire vágyik, hogy újra jólétben élhessenek. A császár azonban 10 nap után sem hozott esőt a tájra, mert önző és büszke lett, s nem tűrte, hogy a négy sárkány parancsolgasson neki.
A sárkányok azonban nem bírták tovább nézni az emberek szenvedését, elhatározták, legyen bármi a büntetésük, akkor is segíteni fognak a szenvedő népen. Így történt tehát, hogy a négy sárkánykirály a Keleti-tengerből a szájukban hoztak vizet és eláztatták a kiszáradt tájat. Jáde császár szörnyű haragra gerjedt, mert a parancsát semmibe vették és büntetésből négy hegyre száműzte őket, amit halálukig el nem hagyhattak. Azonban a négy sárkánykirály félt, hogy az emberek ismét víz nélkül maradnak, ezért folyóvá változtak. Ők lettek Kína négy folyója, melyek négy hegységből erednek a mai napig.

## Elődje és utódai
Jáde császár eredetileg a Mennyei Eredetű Isteni Mester, Yuanshi Tianzun segédje volt, akit egy legfelsőbb lénynek tartanak. Határtalan és végtelen teremtője a mennynek és a Földnek, aki Jáde császárt tette meg utódjául.
Jáde császárt pedig az Arany Ajtó Jáde Hajnalának Mennyei Mestere (金闕玉晨天尊) követte a trónon.
Két népi szövegben, melyek 1925 és 1972-ben készültek, Kuan Jü lett a 18. Jáde császár 1840-ben, habár néhányan ezt nem így gondolják. Talán éppen ez az oka, hogy Jáde császárról és Kuan Jüről külön emlékeznek meg és róják le tiszteletüket. Tienti tanítása szerint az uralkodó Jáde császár csak az 56. volt a sorban.

## Imádságok és ünnepek

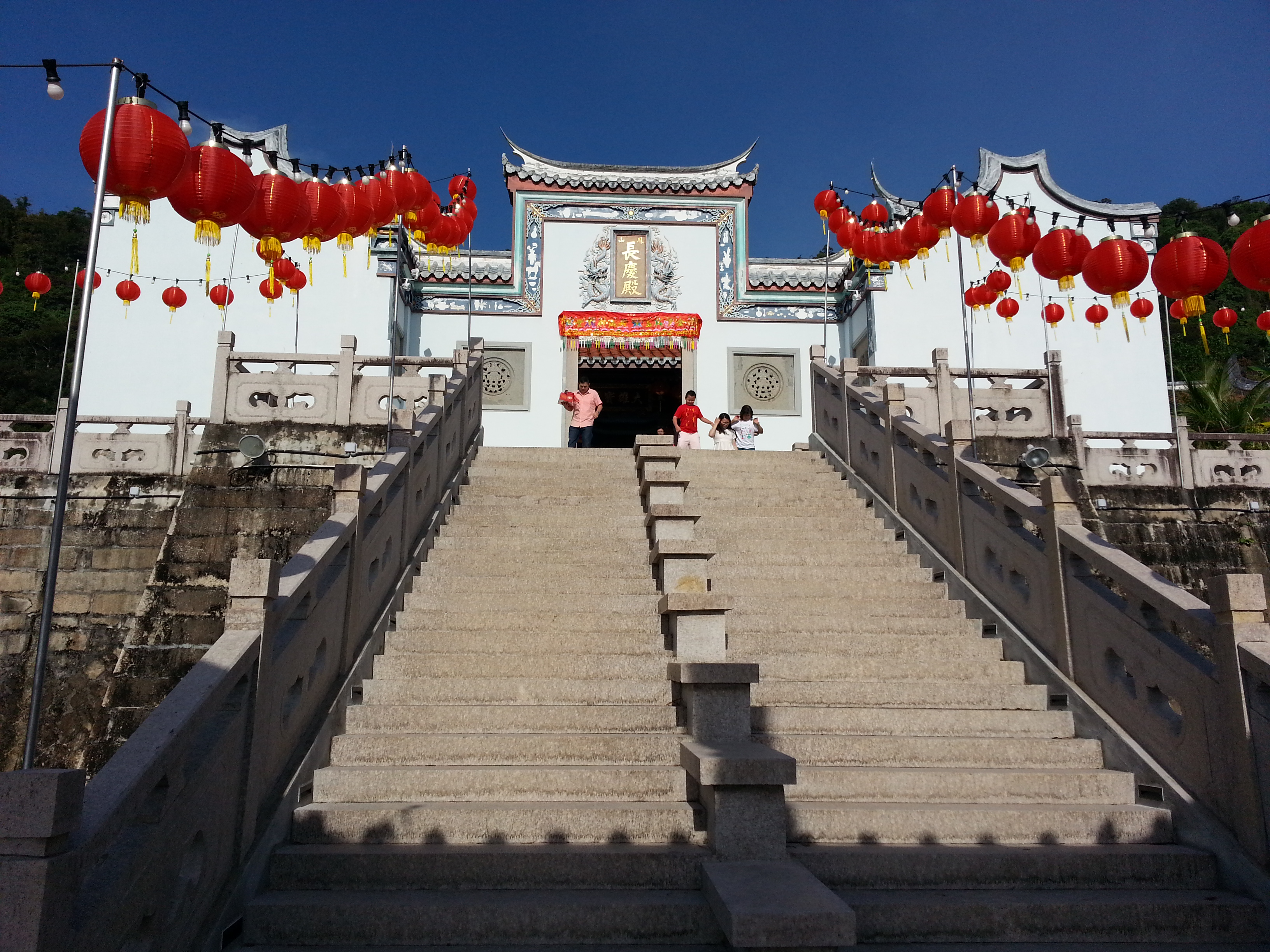
Thni Kong Tnua (Jáde császár pavilonja) Malajzia, Pinang, Air Itam területén kifejezetten Jáde császár tiszteletére építették.

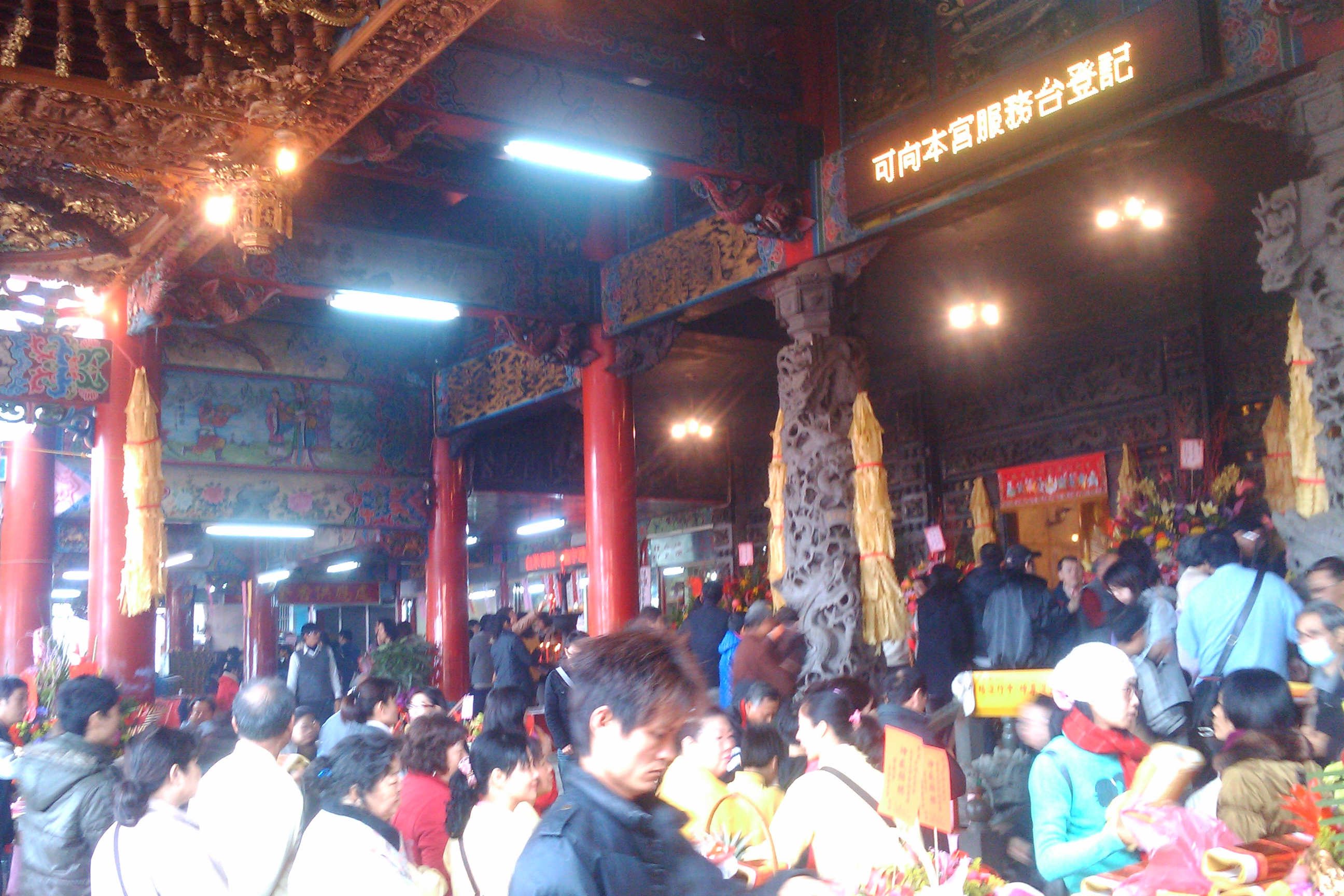
Jáde császár rituálé a Yuzun templomban Sanxingban, Kínai Köztársaság yilani tartományában Jáde császár születésnapján.

Kína számos részén Jáde császárt túl szentnek, túl hatalmasnak tartották ahhoz, hogy képeken megjeleníthessék, ezért csak egy emléktáblára írták fel titulusát, nagyságát az áldozati oltároknál. Más területeken, különösen Fucsien környékén úgy vélték, hogy a fő tálban található tömjén hamujában lakozik az isten és még csak az emléktábla sem megengedett ábrázolására.
A képek, amik róla készültek Tajvanban, Hongkongba, Makaóban, Délkelet-Ázsiában mind nagyon hasonlóan ábrázolják. Hosszú szakállal, aranyozottan, trónján ülve, egy jáde táblát tartva mind a két kezében.
Jáde császár születésnapja (天公誕) az első hónap kilencedik napja a holdnaptár szerint. Ezen a napon a taoista templomokban egy rituálét tartanak számára (拜天公, bài Tiān Gōng, szó szerint „a menny tisztelete”) ahol a papok és a laikusok leborulnak, tömjént égetnek és ételáldozatot mutatnak be.
Születésnapja reggelén kínaiak, tajvaniak, valamint hokkieni és peranakani malajziai és szingapúri kínaiak, akik gyakorolják a buddhizmus, taoizmus és más hagyományos kínai vallások tanait, felállítanak egy áldozati oltárt. Ez három szinttel rendelkezik, a legfelső tartalmaz 6 féle zöldségből álló felajánlást, tésztát, gyümölcsöket, süteményt, tangyuant és éretlen bételborsfát, mindez lampionokkal díszítve. A további két szinten 5 féle áldozatot és bort helyeznek el, hogy tiszteletüket tegyék Jáde császár alatti isteneknek is. A ház népe ezután letérdel háromszor és kilencszer meghajolnak, hogy hódolatukat tegyék és hosszú életet kívánjanak neki.
A malajziai Pinang államban Jáde császár születésnapi ünnepségének a fókuszpontja Thni Kong Tnua taoista templom, ami világhírűvé vált, mint kiemelt helyszíne A versenyfutás a világ körül 16-nak. A templomot 1869-ben építették a Penang-hegy lábánál Air Itam külvárosában George Town, Pinang fővárosához közel. A Thni Kong Tnuát leszámítva Chew Jetty George Town szívében egy másik csomópont Jáde császár születésnapi ünnepségsorozatának. Az itteni rendezvények egy 2014-es Maláj filmben (The Journey) kerültek lencsevégre.

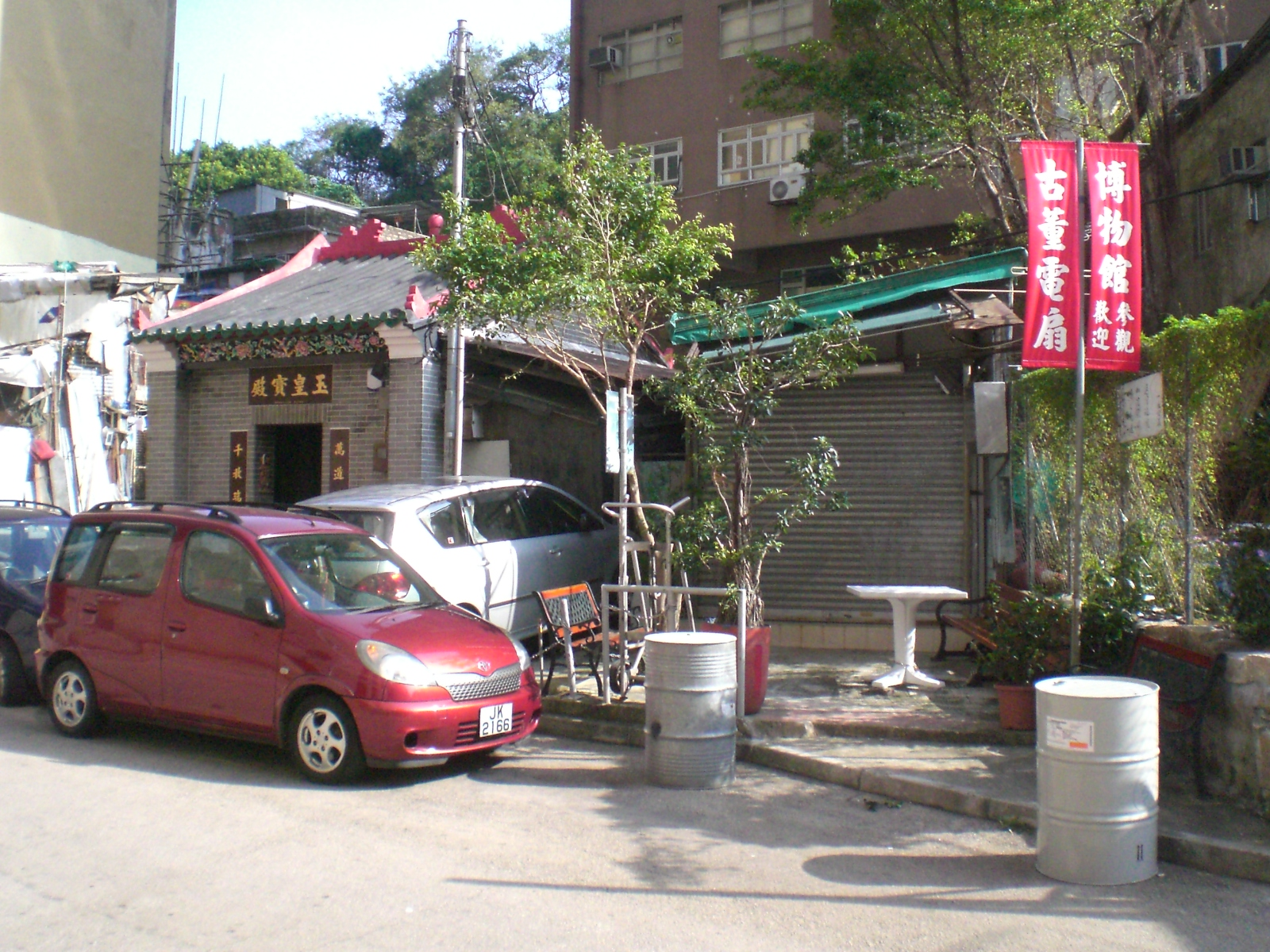
Yuk Wog Po Tin (玉皇寶殿) néven is ismert, egy templom A Kung Ngamban, Hongkongban

Yuk Wong Tin (玉皇宮殿), ami Yuk Wog Po Tin (玉皇寶殿) néven is ismert, egy templom A Kung Ngamban, Hongkongban, Jáde császárnak ajánlva. A 19. század közepén Huizhouból és Chaozhouból származó emberek követ bányásztak a hegyoldalban a város középső részének fejlesztése érdekében. Felállítottak egy szentélyt, hogy imádhassák Yuk Wong-ot. A 20. század kezdetén egy kis templommá bővítették és számtalanszor felújították. A legutolsó renoválás 1992-ben történt.

## Toponímia
A Szaturnusz egyik holdján a Rheán, a Voyager–2 űrszonda felfedezett krátert, amit Jáde császár után neveztek el.

## Fordítás
- Ez a szócikk részben vagy egészben  a   Jade Emperor című angol Wikipédia-szócikk ezen változatának fordításán alapul.  Az eredeti cikk szerkesztőit annak laptörténete sorolja fel. Ez a jelzés csupán a megfogalmazás eredetét és a szerzői jogokat jelzi, nem szolgál a cikkben szereplő információk forrásmegjelöléseként.